# 碳酸氢铵
碳酸氫銨（ammonium bicarbonate）简称碳铵，是氨的碳酸氢盐，分子式为NH4HCO3。
二氧化碳通入碳酸铵溶液中可得到碳酸氢铵。它是白色粉末，有類似氨的刺激性气味，在水中溶解度不大。碳酸氢铵溶液放置在空气中或在加热时会释放二氧化碳，使溶液碱性增强。

## 特性
碳酸氫銨在室溫下是一種白色結晶，帶有輕微氨氣氣味的粉末，溶於水形成鹼性溶液。但不溶於丙酮和醇類。碳酸氫銨在 36~60 °C時會分解產生氨氣、二氧化碳和水。
{\displaystyle {\ce {NH4HCO3 -> NH3 ^ + CO2 ^ + H2O}}}
這是吸熱的過程（和許多銨鹽一樣，會使水溫下降）。與酸反應產生二氧化碳，與鹼則產生氨氣。

## 应用
在小苏打（{\displaystyle {\ce {NaHCO3}}}）出现之前，碳酸氢铵在食品工业中作为膨松剂。例如，姜饼及中式的油条。除了小苏打之外，碳酸氢铵仍然在许多食品中使用。另外许多烘焙食谱，尤其是来自斯堪地纳维亚則称它为鹿角精（hartshorn或hornsalt） 。它可以被小苏打所取代。
在中国，碳酸氢铵被通常当作一种平价的氮肥使用，但目前已逐渐被尿素所取代，因为后者较前者廉价且稳定。这种化合物被用作灭火化合物、医药、染料和颜料产品的一种成份，它也是一种提供氨的基本肥料。碳酸氢铵仍然在塑胶和橡胶工业、陶器制作、铬鞣革和合成催化剂上被广为使用。

## 安全性
通過直接接觸，碳酸氫銨會對皮膚、眼和呼吸系統造成刺激。在1987年长子县化肥厂污染水源事故中，饮用受污染水源的人出现了急性中毒反应。